# Famille Mérieux
Pour les articles homonymes, voir Mérieux.
La famille Mérieux est une dynastie d'entrepreneurs français originaires de Lyon.

## Entreprises et fondation
Les membres de la famille Mérieux sont à l'origine d'entreprises. D’abord dans le domaine des sérums et vaccins humains et vétérinaires, de 1897 à 1994 (Institut Français de Fièvre Aphteuse, Pasteur Mérieux sérums et vaccins devenue Sanofi Pasteur, Rhône Mérieux devenue Mérial), puis dans le domaine du diagnostic in vitro, (bioMérieux), de la sécurité alimentaire (Silliker et Mérieux NutriSciences) et également de l’immunothérapie (avec Transgene).[réf. nécessaire]
En 2019, la holding familiale Institut Mérieux intègre les sociétés suivantes : bioMérieux, Transgene (immunothérapie), Mérieux NutriSciences (sécurité alimentaire), ABL (recherche et bioproduction sous contrat), ainsi qu'une société d’investissement (Mérieux Equity Partners), filiale de Mérieux Développement qui opère dans les secteurs de la santé et de la nutrition.
En 1967, Charles Mérieux crée la Fondation Mérieux et en 2001, Chantal et Alain Mérieux créent la « Fondation Christophe et Rodolphe Mérieux » sous l’égide de l’Institut de France et aujourd’hui actionnaire de référence de l’Institut Mérieux.

## Filiation entre les personnalités
- Marcel Mérieux épouse Marguerite Condamin le 5 janvier 1903 à Lyon.
  - Jean Mérieux (14 juin 1904 à Collonges-au-Mont-d'Or - 2 juillet 1926 à Collonges-au-Mont-d'Or, étudiant en pharmacie[2], il meurt d'une méningite tuberculeuse contractée dans le laboratoire paternel.
  - Charles Mérieux (1907-2001) épouse Simone Perréard (1907-1973).
    - Jean Louis Marcel Mérieux (1930-1994)[3].
    - Nicole Marguerite Marie Mérieux (1931-2007)[4].
    - Alain Mérieux (1938) épouse Chantal Berliet, fille de Paul Berliet.
      - Christophe Mérieux[5] (1966-2006)[6].
      - Rodolphe Mérieux (1969-1996, victime du crash du vol TWA 800).
      - Alexandre Mérieux[7] (1974) épouse Sidonie Marchand[8].

## Pour approfondir